# INEGI kod
INEGI kod je identifikator koji dodeljuje INEGI, zvanična statistička organizacija Meksika, da bi se identifikovale teritorijalne grupe meksičke teritorije: države, opštine, demarkacije i lokacije.

## Struktura
Državna geostatistička oblast obeležava se sa dve cifre, a može biti od 01 do 32, dajući identifikator svakom federalnom entitetu Meksika, na primer Agvaskalijentes se identifikuje sa 01, a Zakatekas sa 32. Opštinska geostatistička oblast se sastoji od tri cifre koje počinju od 001 i identifikuju svaku meksičku opštinu ili jedinicu u okviru odgovarajućeg federalnog entiteta. Lokalni kod je sastavljen od četiri cifre koje počinju sa 0001 i identifikuje svaki lokalitet unutar odgovarajuće opštine.
| Državna geostatistička oblast | Opštinska geostatistička oblast | Šifra lokacije  |
| ----------------------------- | ------------------------------- | --------------- |
| 01                            | 001                             | 0001            |
| Državni kod                   | Opštinski kod                   | Kod lokacije    |
| Država Agvaskalijentes        | Opština Agvaskalijentes         | Agvaskalijentes |

## Spoljašnje veze
- Sitio web del INEGI
- Archivo Histórico de Localidades del INEGI
- Marco Geoestadístico Nacional (descarga)